# Хвилі Лемба
Хвилі Лемба (англ. Lamb waves) — особливий тип хвиль, що поширюються в пружних хвилеводах. Хвилі названі ім'ям першого вченого Горація Лемба (англ. Horace Lamb), що знайшов дисперсійне співвідношення для цих хвиль і опублікував його в 1917 році. Такі хвилі є двовимірними збуреннями в нескінченному пружному шарі (область, що визначається  відносно декартових координат нерівностями {\displaystyle -h\leq z\leq h,-\infty \leq x\leq \infty ,-\infty \leq y\leq \infty }). Для гармонічних хвиль з часовою залежністю для кінематичних і силових характеристик у вигляді {\displaystyle e^{-i\omega t}} вирази для переміщень у напрямках координат {\displaystyle x,z} мають вигляд:
{\displaystyle u_{x}=A_{x}f_{x}(\omega ,z)e^{i(\omega t-kx)}\quad \quad (1)}
{\displaystyle u_{z}=A_{z}f_{z}(\omega ,z)e^{i(\omega t-kx)}\quad \quad (2)}
При вивченні властивостей хвиль Лемба розрізняють два типи хвильових рухів, що визначаються типами симетрії функції відносно товщинної координати {\displaystyle z} у виразах (1) та (2). У випадку {\displaystyle f_{x}(\omega z)=f_{x}(-\omega z)} говорять про симетричні хвилі Лемба. Характер руху частинок середовища в таких хвилях показано на верхній частині рисунка. Характер руху частинок в антисиметричному випадку {\displaystyle f_{x}(\omega z)=-f_{x}(-\omega z)} показано на лижній частині рисунка. Уже в записі виразів для складових вектора переміщень (1) і (2) видно принципову різницю між хвилями в акустичних (заповнених рідиною чи газом) і в твердотільних пружних хвилеводах. У даному випадку функції товщинної координати {\displaystyle z} залежать від частоти, що не спостерігається в акустичних хвилеводах.

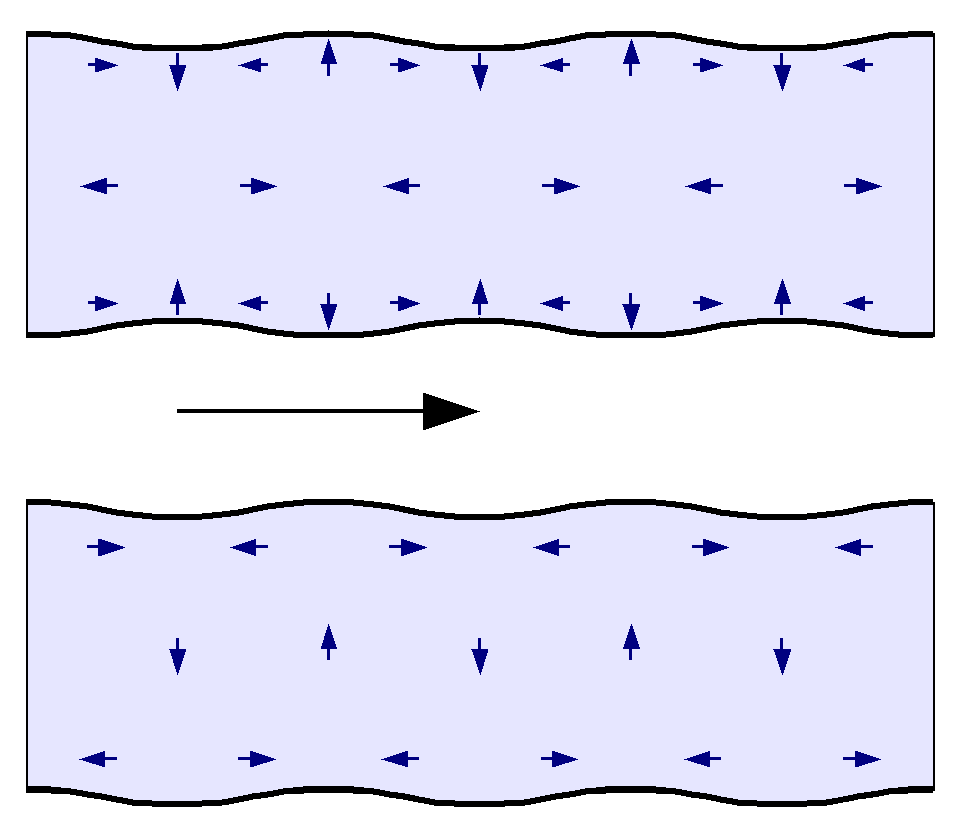
Характер руху частинок пружного щару в симетричних та антисиметричних хвилях Лемба. Стрілка вказує напрям осі.

Дослідження властивостей хвиль у хвилеводах починається з встановлення зв'язку між хвильовим числом {\displaystyle k} та частотою {\displaystyle \omega }. Такі співвідношення визначають залежність фазової швидкості хвиль від частоти і називаються дисперсійними рівняннями Спочатку із рівнянь руху частинок пружного тіла знаходять вирази для функцій {\displaystyle A_{x}f_{x}(\omega z)} та {\displaystyle A_{z}f_{z}(\omega z)} а потім задовольняють умовам відсутності механічних напружень на поверхнях {\displaystyle z=\pm h}. Детально цей процес висвітлено в В результаті одержано два дисперсійні рівняння, відповідно для симетричних та антисиметричних хвиль
{\displaystyle {\frac {\tan(\beta d/2)}{\tan(\alpha d/2)}}=-{\frac {4\alpha \beta k^{2}}{(k^{2}-\beta ^{2})^{2}}}\ \quad \quad \quad \quad (3)}
{\displaystyle {\frac {\tan(\beta d/2)}{\tan(\alpha d/2)}}=-{\frac {(k^{2}-\beta ^{2})^{2}}{4\alpha \beta k^{2}}}\ \quad \quad \quad \quad (4)}
тут

{\displaystyle \alpha ^{2}={\frac {\omega ^{2}}{c_{l}^{2}}}-k^{2}\quad \quad {\text{and}}\quad \quad \beta ^{2}={\frac {\omega ^{2}}{c_{t}^{2}}}-k^{2}.}
У цих виразах для {\displaystyle \alpha } та {\displaystyle \beta } використано позначення {\displaystyle c_{l}} та {\displaystyle c_{t}}, відповідно, для швидкості поздовжніх та поперечних хвиль в пружному тілі. Існування в пружному тілі двох типів хвиль суттєво ускладнює картину хвильових рухів у пружних хвилеводах. Фізичною причиною таких ускладнень є та обставина, що при відбитті при похилому падінні на вільну поверхню поздовжня хвиля віддає частину своєї енергії відбитій поперечній хвилі. Такий же процес спостерігається і при падінні на вільну границю поперечної хвилі, частину енергії якої забирає відбита поздовжня хвиля.
Попри досить простий вигляд дисперсійних рівнянь (3) і (4) кількісні оцінки характеристик хвиль Лемба та якісний аналіз залежності їхніх властивостей від частоти були проведені лише в 50-ті роки XX століття в роботах Р. Д. Міндліна (R. D. Mindlin). Основні результати досліджень відтворено в першому томі серії книг, що присвячені проблемам фізичної акустики. Було встановлено, що перші симетрична та антисиметрична хвилі Лемба поширюються при будь-якому значенні частоти. Зі зростанням частоти їхні фазові швидкості прямують до значення фазової швидкості хвилі Релея. Для інших хвиль більш високого порядку граничним значенням фазової швидкості є швидкість поперечних хвиль.